# James A. Mount

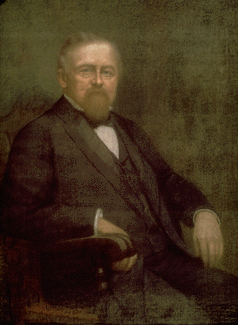
James A. Mount

James Atwell Mount (* 24. März 1843 im Montgomery County, Indiana; † 16. Januar 1901 in Crawfordsville, Indiana) war ein US-amerikanischer Politiker und zwischen 1897 und 1901 der 24. Gouverneur von Indiana.

## Frühe Jahre
James Mount besuchte die örtlichen Schulen seiner Heimat. Im Jahr 1862 trat er als Soldat der Unionsarmee in den Amerikanischen Bürgerkrieg ein. Nach dem Ende des Kriegs besuchte er die Presbyterian Academy in Lebanon in Indiana. Nach dem Ende der Schule wurde er ein erfolgreicher Farmer im Montgomery County. Dort hielt er auch Vorträge über landwirtschaftliche Belange, wodurch er sich eine politische Basis schaffen konnte. Mount war Mitglied der Republikanischen Partei und wurde 1888 in den Landessenat von Indiana gewählt. Dort verblieb er für vier Jahre bis zum Jahr 1892. Im Jahr 1890 bewarb er sich erfolglos um einen Sitz im US-Kongress. Stattdessen wurde er im Jahr 1896 als Kandidat seiner Partei zum neuen Gouverneur von Indiana gewählt.

## Gouverneur von Indiana
Mount trat sein neues Amt am 11. Januar 1897 an. In seiner vierjährigen Amtszeit wurde das Gefängnissystem des Landes reformiert und eine Art Arbeitsamt (Labor Commissioners Office) gegründet. Außerdem wurde ein medizinischer Ausschuss zur Verbesserung des Gesundheitswesen geschaffen (Medical Examination Board). In Mounts Amtszeit fiel der Spanisch-Amerikanische Krieg, für den er Truppen für die Armee mustern und rekrutieren musste. Er starb zwei Tage nach dem Ende seiner Amtszeit am 16. Januar 1901. Er war mit Catherine Boyd verheiratet, mit der er drei Kinder hatte.